# Dalibor Bagarić
Dalibor Bagarić (Monaco di Baviera, 2 luglio 1980) è un ex cestista croato con cittadinanza tedesca.
Ha militato anche nel campionato professionistico nordamericano NBA nella squadra dei Chicago Bulls nel triennio 2000-2003.

## Carriera
Dalibor è un pivot. Cresciuto nelle giovanili del Karlovac, già con la squadra croata del Benston Dubrava Zagabria ha una media di 18,3 punti e 10,4 rimbalzi a partita quando viene scelto dalla squadra dei Chicago Bulls nel Draft NBA 2000. Sfortunatamente Bagaric ebbe grandi difficoltà ad adeguarsi alla frequenza delle partite del campionato NBA. Egli non superò mai la media di 3,7 punti e 3,2 rimbalzi per partita e l'arrivo in squadra di Eddy Curry e Tyson Chandler lo mise definitivamente fuori dalla rosa dei Bulls.
Tornò in Europa alla scadenza del contratto nel 2003 e passò a giocare in Grecia per l'Olympiakos. Nel 2004 si spostò in Italia giocando per il club Fortitudo Bologna, per due stagioni, vincendo uno scudetto e una supercoppa di lega. Il suo grande attaccamento alla maglia biancoblù e il suo modo di giocare, un po' "duro", lo portò ad essere un vero idolo per la tifoseria della effe scudata, a tal punto che, nella stagione 2005-06 fece la sua comparsa in curva lo striscione "Dalibor unico dio". Nell'estate del 2006 si trasferì in Spagna presso il CB Girona.
Nel settembre 2007 tornò alla Fortitudo Bologna con un contratto di un anno.
Nell'estate 2008 riceve un invito dalla squadra della National Basketball Association di Atlanta, ovvero gli Atlanta Hawks per partecipare alla pre-season con il team.
Ma successivamente ritorna in quella che Dalibor chiama grande famiglia, ovvero la Fortitudo Bologna. Per la stagione 2008-09 firma un nuovo contratto a Bologna, poi prosegue in patria la sua carriera.
Nel settembre 2012 approda in Libano all'Al-Riyadi, nel dicembre dello stesso anno passa all'Amchit dove un paio di mesi più tardi troverà l'italiano Lino Lardo come coach.
Il 10 giugno 2016 annuncia il suo ritiro dal basket professionistico.

## Palmarès
- Campionato italiano: 1

Fortitudo Bologna: 2004-05
- Campionato croato: 1

Cibona Zagabria: 2009-10
- Campionato tedesco: 1

Brose Bamberg: 2014-15
- Coppa di Croazia: 1

Cedevita Zagabria: 2012
- Supercoppa italiana: 1

Fortitudo Bologna: 2005
- Liga catalana: 1

Girona: 2006
- FIBA EuroCup: 1

Girona: 2006-07